# Régiment de Nassau-Usingen
Pour les articles homonymes, voir Régiment de Nassau.
Le régiment de Nassau-Usingen est un régiment d’infanterie allemand du royaume de France créé en 1745.

## Création et différentes dénominations
- 1er novembre 1745 : création du régiment de Fersen
- 12 avril 1754 : renommé régiment de Nassau-Usingen
- 20 mars 1758 : réformé par incorporation au régiment de Nassau

## Équipement

### Drapeaux

Drapeau d’ordonnance
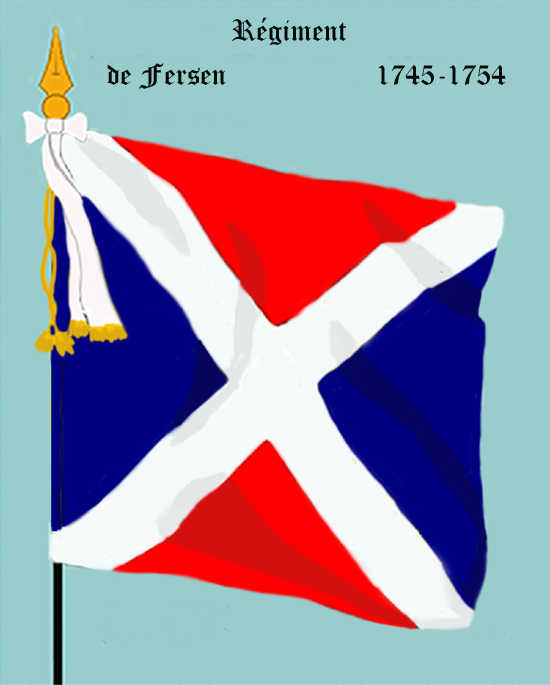
régiment de Fersen de 1745 à 1754
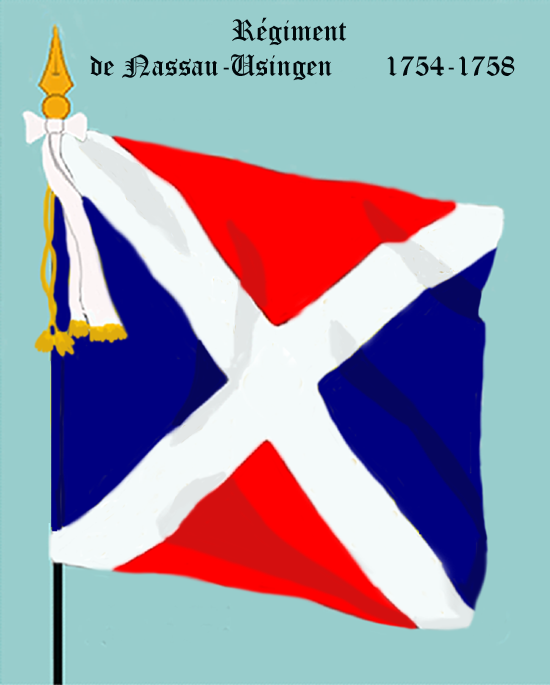
régiment de Nassau-Usingen de 1754 à 1758

### Habillement

Uniforme
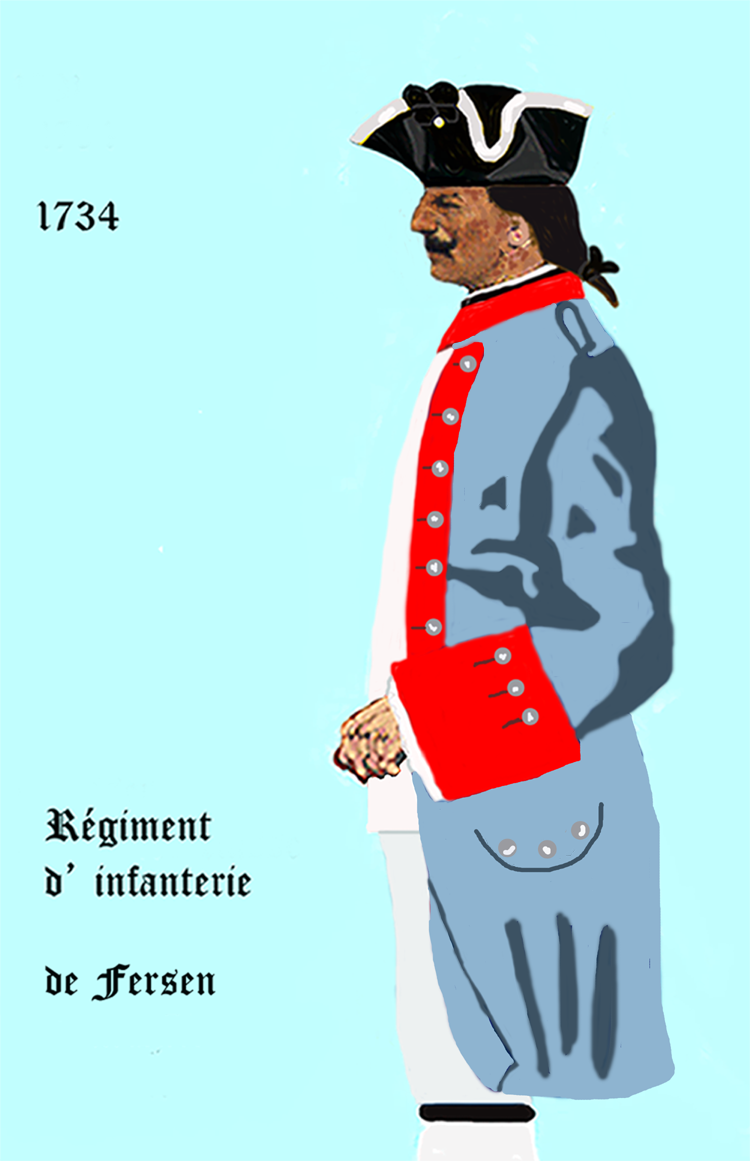
de 1745 à 1758

## Historique

### Colonels
- 1er novembre 1745 : Frédéric Axel, comte de Fersen, brigadier le 10 mai 1748
- 12 avril 1754 : Jean Adolphe, prince de Nassau-Usingen, brigadier le 20 février 1761, déclaré maréchal de camp le 21 décembre 1762 par brevet expédié le 25 juillet

### Composition
- 1er novembre 1745 : création du régiment d’un bataillon de 6 compagnies de 110 hommes
- 1er juillet 1747 : formation d’un deuxième bataillon
- 10 décembre 1748 : un bataillon de 8 compagnies de 75 hommes
- 23 octobre 1756 : compagnies portées à 85 hommes
- 20 mars 1758 : réunion avec le régiment de Nassau porté ainsi à 2 bataillons